# K. C. Martel
Kevin Christopher Martel (* 14. September 1967 in Ottawa, Ontario) ist ein kanadischer Schauspieler.

## Leben
Martel hatte seine erste Fernsehrolle in einer Episode der Superheldenserie Wonder Woman im Jahr 1977. Im selben Jahr spielte er in der kurzlebigen NBC-Sitcom Mulligan's Stew, von der jedoch nur der Pilotfilm und sechs Episoden gedreht wurden. Sein Spielfilmdebüt fand 1979 im Horrorfilm Amityville Horror statt; er spielte Greg, einen der beiden Söhne der Familie Lutz, die in ein Spukhaus einzieht. Von 1979 bis 1980 hatte er die wiederkehrende Gastrolle des Marvin in der Serie Einght is enough. Bei dem auf der Serie The Munsters basierenden Fernsehfilm Die Rückkehr der Familie Frankenstein stellte er an der Seite der Originaldarsteller Fred Gwynne und Yvonne De Carlo deren Sohn, den Werwolf Eddie dar.
Seine bekannteste Rolle spielte Martel 1982 in Steven Spielbergs Science-Fiction-Film E.T. – Der Außerirdische. Hier war er als Greg, einer der Freunde von Hauptdarsteller Robert MacNaughton zu sehen. Seine letzte Spielfilmrolle hatte er an der Seite von Kevin Bacon und Sean Astin im Abenteuerfilm Wildwasser-Sommer – Im Augenblick der Gefahr. Zwischen 1985 und 1992 war er als Eddie in 19 Folgen der Sitcom Unser lautes Heim zu sehen. Danach zog er sich aus dem Schauspielgeschäft zurück.

## Filmografie (Auswahl)

### Film
- 1979: Amityville Horror (The Amityville Horror)
- 1981: Angst (Bloody Birthday)
- 1982: E.T. – Der Außerirdische (E.T. the Extra-Terrestrial)
- 1987: Wildwasser-Sommer – Im Augenblick der Gefahr (White Water Summer)

### Fernsehen
- 1977: Wonder Woman
- 1979: Fantasy Island
- 1981: Trapper John, M.D.
- 1981: Die Rückkehr der Familie Frankenstein (The Munsters’ Revenge)
- 1983: Chefarzt Dr. Westphall (St. Elsewhere)
- 1984: Ein Engel auf Erden
- 1985–1992: Unser lautes Heim (Growing Pains)